# Félholdat ábrázoló zászlók képtára
Ez a galéria félholdat ábrázoló zászlókat mutatja be.

## Félhold csillaggal

### Félhold egy csillaggal

Algéria zászlaja
Algéria tengerészeti zászlaja
Azerbajdzsán zászlaja
Azerbajdzsáni Demokratikus Köztársaság zászlaja (1918-1920)
Bahawalpur zászlaja
Balucsisztán
Bosznia-Hercegovina zászlaja (1878)
Bosnyák felkelés zászlaja (1831)
Bukharai Szovjet Köztársaság (1921-1923)
Kalkutta
Horvátország zászlaja
Dir zászlaja
Kelet-Turkesztáni függetlenségi mozgalom zászlaja
Egyiptom zászlaja (Oszmán Birodalom)
Egyiptom zászlaja (1914-1922)
Nyugat-Hercegovina zászlaja (Bosnyák területek, 1760 körül)
Hunza
Indiai függetlenségi mozgalom zászlaja
Johor zászlaja
Kalat zászlaja
Kelantan zászlaja
Kharan zászlaja
Horezmi Szovjet Köztársaság
Las Bela
Líbia zászlaja
Makran
Kuala Lumpur, Malajzia
Melaka
Malajzia zászlaja
Maldív-szigeteki Szultánság zászlaja
Mauritánia zászlaja
Északnyugati határterület zászlaja
Pakisztán zászlaja
Pakisztán elnöki zászlaja
Rif Köztársaság
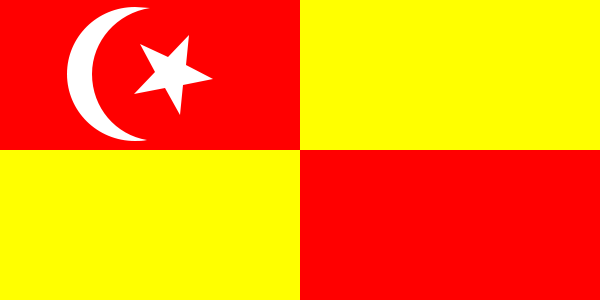
Selangor
Szindh
Székely zászló
Egyesült Suvadiva Köztársaság
Tunézia zászlaja
Törökország zászlaja
Észak-Ciprus zászlaja
Nyugat-Pandzsáb
Nyugat-Szahara zászlaja

### Félhold csillagképpel

Kókusz (Keeling)-szigetek zászlaja (Ausztrália)
Comore-szigetek zászlaja
Egyiptom zászlaja (1922-1952)
Szingapúr zászlaja
Türkmenisztán zászlaja
Üzbegisztán zászlaja
Karakalpaksztán zászlaja

## Félhold és nap

Calcutta
Moldova zászlaja
Mongólia zászlaja
Nepál zászlaja

## Más félhold megjelenések

Bosnyák zászló
Brunei zászlaja
Chimbote
Irak zászlaja (2004 javasolt)
A Maldív-szigetek zászlaja
Vörös Félhold zászló
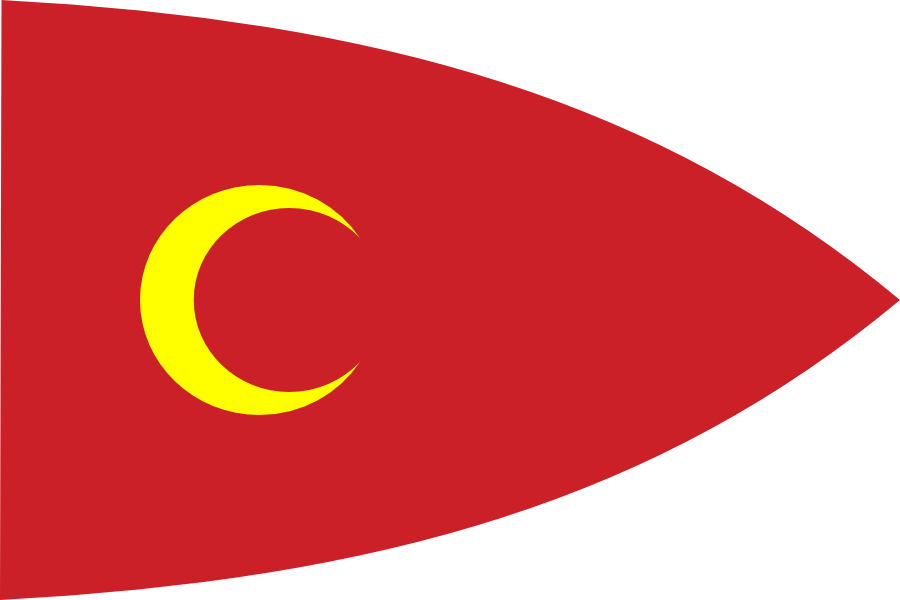
Oszmán Rûmi Szultánság (1453-1854)
Dél-Karolina zászlaja

## Lásd még
- Csillagászati objektumokat ábrázoló zászlók képtára
- Csillagot ábrázoló zászlók képtára

## Külső hivatkozások
- Félhold: Az iszlám szimbóluma? Archiválva 2007. március 18-i dátummal a Wayback Machine-ben